# Heliconius flammea
Heliconius flammea är en fjärilsart som beskrevs av Friedrich Wilhelm Niepelt 1926. Heliconius flammea ingår i släktet Heliconius och familjen praktfjärilar. Inga underarter finns listade i Catalogue of Life.